# Liste der Kulturgüter in Vandœuvres
Die Liste der Kulturgüter in Vandœuvres enthält alle Objekte in der Gemeinde Vandœuvres im Kanton Genf, die gemäss der Haager Konvention zum Schutz von Kulturgut bei bewaffneten Konflikten, dem Bundesgesetz vom 20. Juni 2014 über den Schutz der Kulturgüter bei bewaffneten Konflikten sowie der Verordnung vom 29. Oktober 2014 über den Schutz der Kulturgüter bei bewaffneten Konflikten unter Schutz stehen.
Objekte der Kategorie A sind im Gemeindegebiet nicht ausgewiesen, Objekte der Kategorie B sind vollständig in der Liste enthalten, Objekte der Kategorie C fehlen zurzeit (Stand: 13. Oktober 2021).

## Kulturgüter
| Foto |                                                                 | Objekt                                     | Kat. | Typ | Standort                                | Beschreibung |
| ---- | --------------------------------------------------------------- | ------------------------------------------ | ---- | --- | --------------------------------------- | ------------ |
| BW   | Datei hochladen · Wikidata zu (Q29711687)                       | Campagne de Chougny-Fontaine KGS-Nr.: 2638 | B    | G   | Chemin Jacques-Rutty 4 504293 / 119378  |              |
| ja   | Datei hochladen · Wikidata zu Tempel von Vandœuvres (Q29711714) | Reformierte Kirche / Temple KGS-Nr.: 2639  | B    | G   | Place de Vandœuvres 1 504600 / 119604   |              |
| BW   | Datei hochladen · Wikidata zu Rathaus Vandoeuvres (Q29711701)   | Gemeindehaus / Mairie KGS-Nr.: 11829       | B    | G   | Route de Vandœuvres 104 504457 / 119505 |              |
| BW   | Datei hochladen · Wikidata zu Villa de Petit-Miolan (Q29711729) | Villa de Petit-Miolan KGS-Nr.: 12746       | B    | G   | Chemin des Princes 80 505638 / 120109   |              |